# بابی بارکلی
رابرت بابی بارکلی (به انگلیسی: Robert Barclay) (زادهٔ 	۲۷ اکتبر ۱۹۰۶ - درگذشته 	۱۳ ژوئیه ۱۹۶۹) بازیکن فوتبال اهل کشور انگلستان که سابقهٔ بازی در تیم ملی فوتبال انگلستان را در کارنامهٔ خود دارد. وی در تاریخ ۹ آوریل ۱۹۳۲ نخستین بازی ملی خود را در مقابل تیم ملی فوتبال اسکاتلند انجام داد و با حضور در ۳ بازی ملی، در تاریخ ۴ آوریل ۱۹۳۶ واپسین بازی ملی‌اش را در برابر تیم ملی فوتبال اسکاتلند برگزار کرد.
این بازیکن توانسته در بازی‌های ملی، ۲ گل به ثمر برساند.